# Хмельницьке шосе (Вінниця)
Хмельницьке шосе — одна з центральних і найдовших вулиць Вінниці. Частина автошляху М12 і, ширше, європейського автошляху E50.
Назва походить від міста Хмельницького, адже шлях туди з Вінниці починається цим шосе.

## Маршрут
Хмельницьке шосе починається в низинній місцевості Вінниці, що має назву «Балка Каліча» (правобережжя Південного Бугу). Початкова точка шосе — площа Гагаріна, що з'єднує три широкі вінницькі вулиці, у тому числі Соборну і Пирогова. Перші 400 м, до Т-подібного перехрестя з вулицею Магістратською, вулиця йде рівно зі сходу на захід, топографічно підвищуючись.
Уздовж майже всього шосе (до перетину з Барським шосе) паралельно йдуть дві колії вінницького трамваю.

### Район ВерхняСлов'янка
Наступні 200 м чотирисмугове шосе проходить повз площу Стуса. Згодом змінює напрям на північно-західний захід і проходить так 600 м. Після того знову повертає і прямує 1,6 км точно в західному напрямку. На цій ділянці шосе проминає ще одну низину, перетинається з вулицею 600-річчя (названою на честь ювілею міста) і проспектом Юності (обидві з півдня).

### РайонВишенька
Проспектом Юності відзначений поворот Хмельницького шосе на північний захід. Протягом 750 м воно прямує до виїзду з міста.

### Виїзд з міста

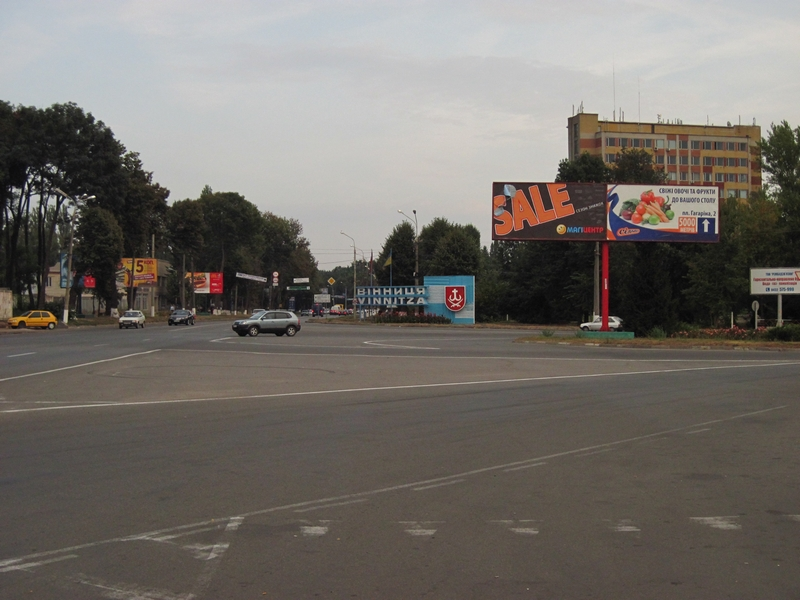
Хмельницьке шосе прямо; Барське шосе праворуч

Далі вулиця перетинається з Барським шосе, що прямує до Жмеринського району на південь. Тут же, за 100 м, під'єднується Львівське (колишнє Об'їзне) шосе з півночі. Ця ділянка є важливим транспортним вузлом, де розташований Західний автовокзал, кінцеві зупинки міського транспорту.
За Львівським шосе місто Вінниця закінчується у своїх адміністративних межах і починається село Зарванці. Тут шосе перетворюється на автошлях М12 і прямує до Літина. Хоча об'єкти, які розміщуються по цій дорозі у певній близькості до обласного центру, позначаються кілометражем Хмельницьке шосе: «1-й км Хм. шосе», «7-й км Хм. шосе» тощо.

## Попередні назви
До 1957 року вулиця називалася «Літинське шосе».

## Головні будівлі, споруди й установи по Хмельницькому шосе
Непарна сторона

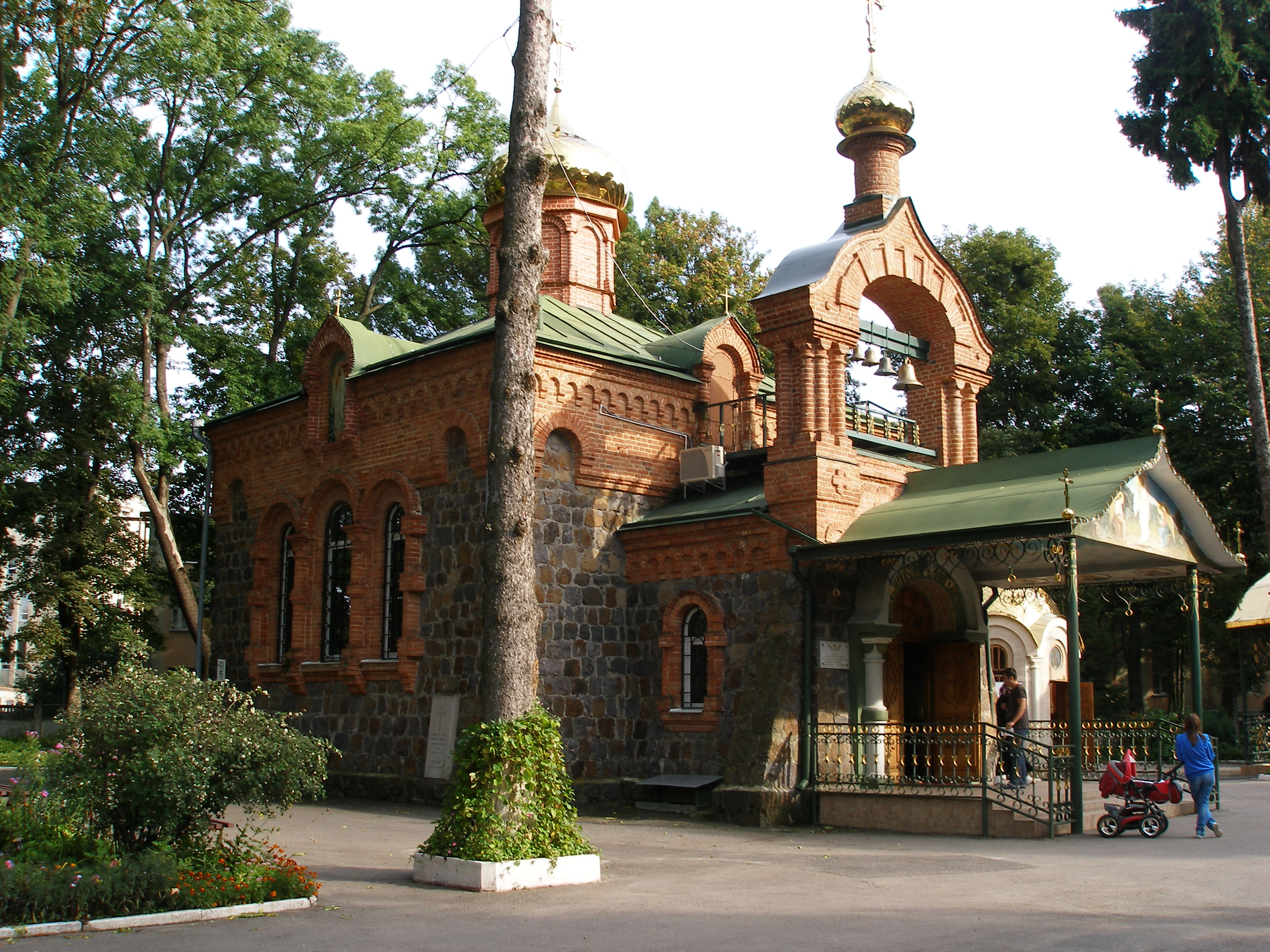
Свято-Воскресенська церква

- Свято-Воскресенська церква (№ 5)
- «Книжка» (№ 7)
- Трамвайно-тролейбусне управління (№ 29)
- Ринок «Лісопарк»
- Пам'ятник радянським льотчикам
- Вінницький технічний коледж (№ 91)
- Вінницький національний технічний університет (№ 95)
- Завод «Маяк» (№ 145)
- Західний автовокзал (№ 147)
- Гіпермаркет «METRO» (0,5 км)
- Гіпермаркет «Епіцентр К» (1 км).

Парна сторона
- Міський парк
- Палац дітей та юнацтва ім. Л. Ратушної (№ 22)
- Кладовище «Підлісне»
- Завод «Аналог» (№ 82)
- Лісопарк
- Вінницька міська клінічна лікарня № 1 (№ 96)
- Пологовий будинок № 1 (№ 98).

## Пам'ятки
- Меморіал жертвам сталінського терору 1937–1938 років;
- Свято-Воскресенська церква (арх. Г. Артинов);
- Пам'ятник Василеві Стусу, українському поету та правозахиснику;
- Пам'ятник льотчикам-визволителям міста.

## Перехрестя, світлофори, трамвайні зупинки
| Кілометраж | Тип | Перехрестя                                                          |
| ---------- | --- | ------------------------------------------------------------------- |
| 0          |     | площа Калічанська                                                   |
| 0.47       |     | вул. Магістратська, пл. Стуса                                       |
| 0.68       |     | вул. Блока                                                          |
| 0.86       |     | вул. Писарєва (південь); вул. Єрмака (північ)                       |
| 1          |     | вул. Данила Галицького (південь); вул. Михайла Драгоманова (північ) |
| 1.37       |     | вул. Генерала Арабея                                                |
| 1.67       |     | вул. Трамвайна                                                      |
| 2.11       |     | вул. Максимовича                                                    |
| 2.37       |     | вул. 600-річчя                                                      |
| 2.55       |     | Лісопарк                                                            |
| 3.04       |     | просп. Юності                                                       |
| 3.24       |     | Технічний університет                                               |
| 3.54       |     | вул. Політехнічна                                                   |
| 3.83       |     | Барське шосе                                                        |
| 4          |     | Львівське шосе (виїзд)                                              |
| 4.32       |     | Львівське шосе (в'їзд)                                              |
| 4.36       |     | М12                                                                 |

## Галерея

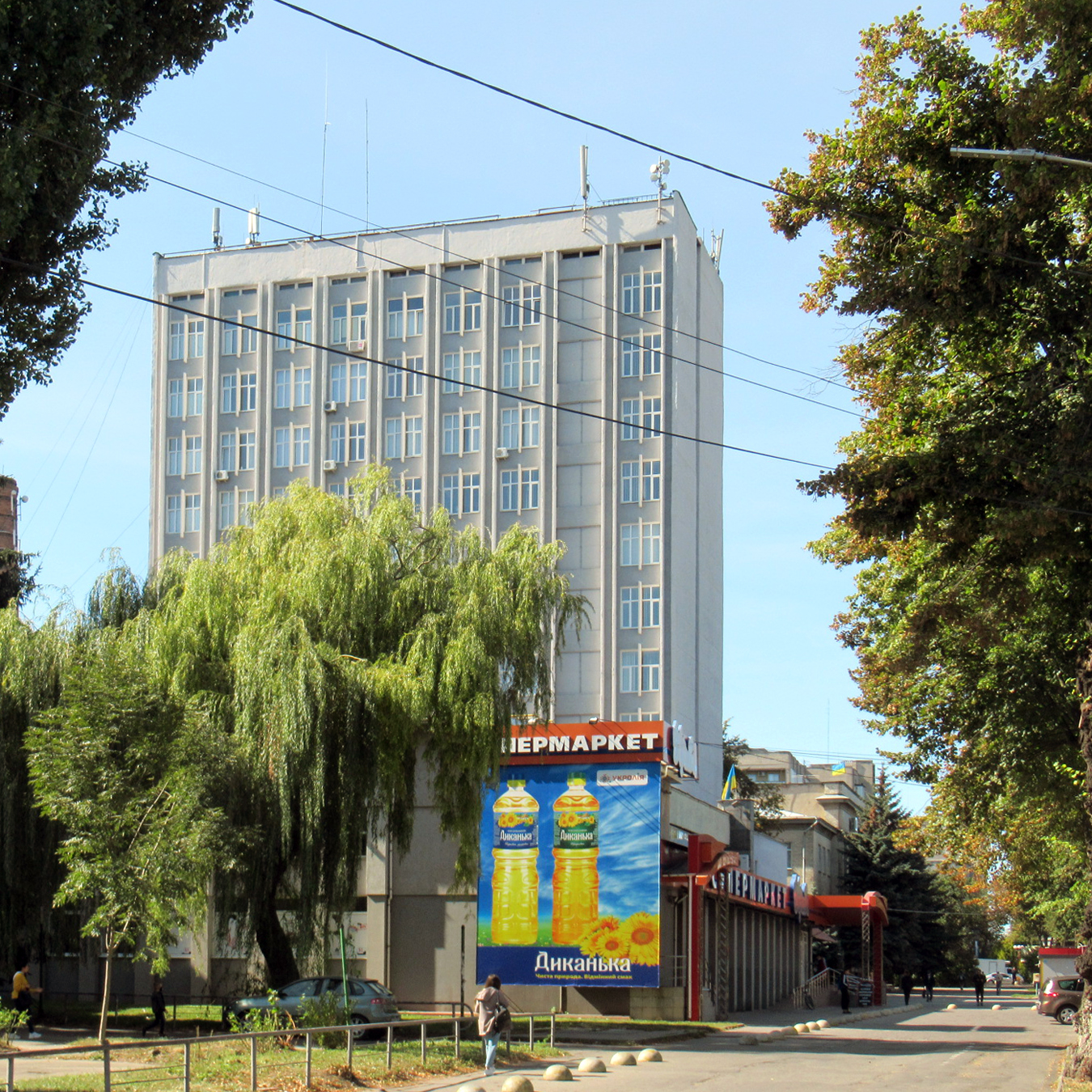
№ 15 — Головне управління статистики у Вінницькій області
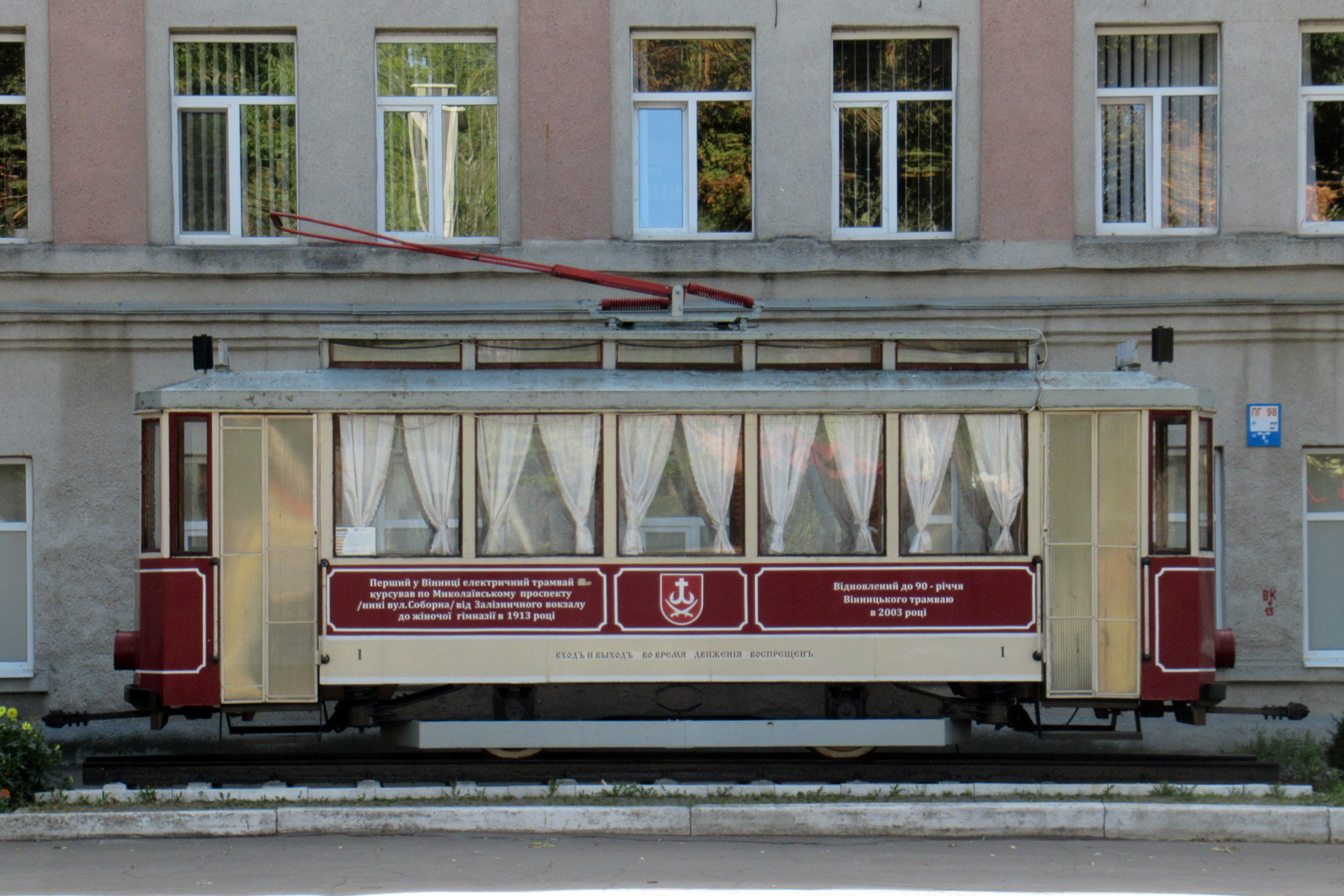
Пам'ятник першому трамваю біля депо (№ 29)
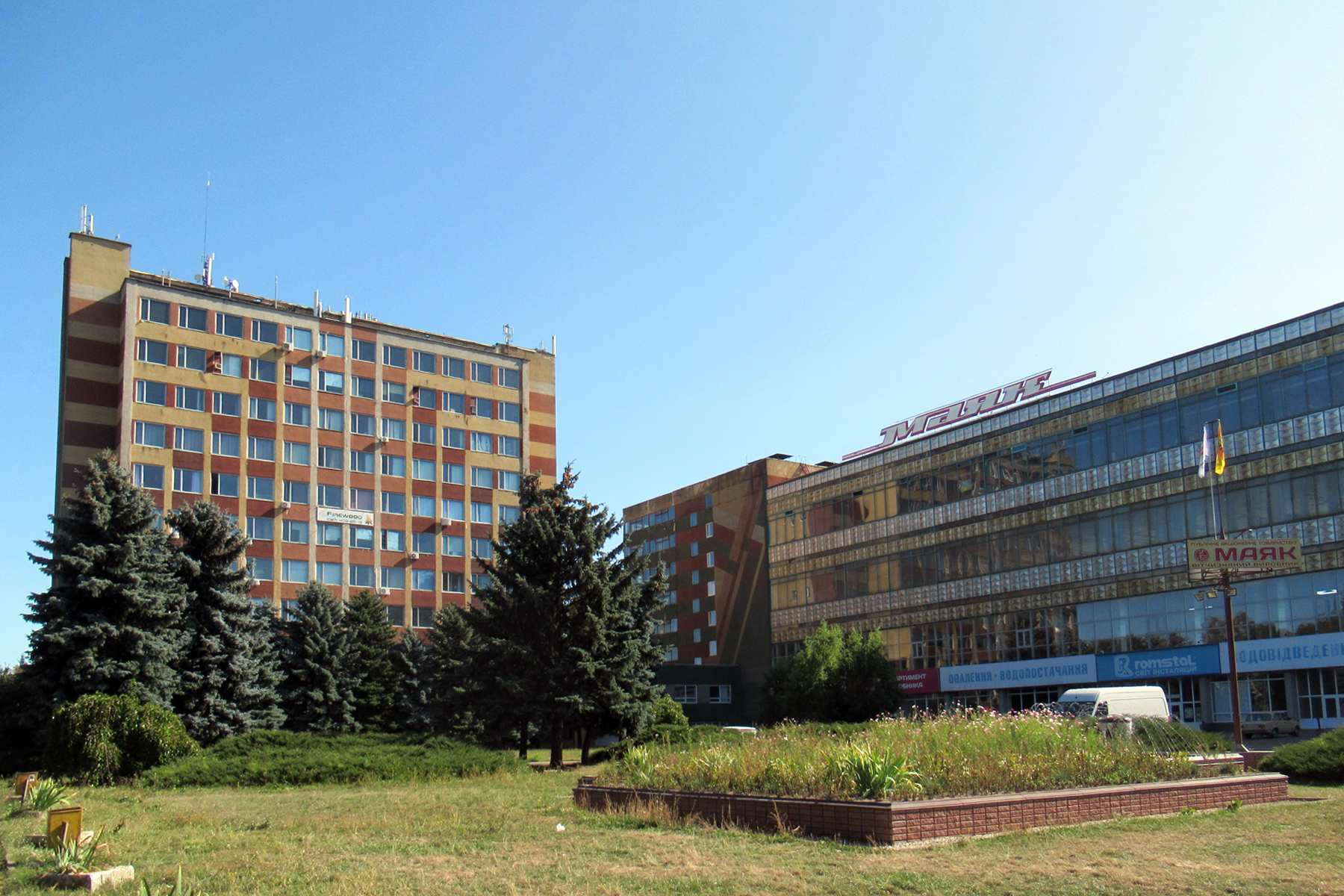
№ 105 – Завод «Маяк»
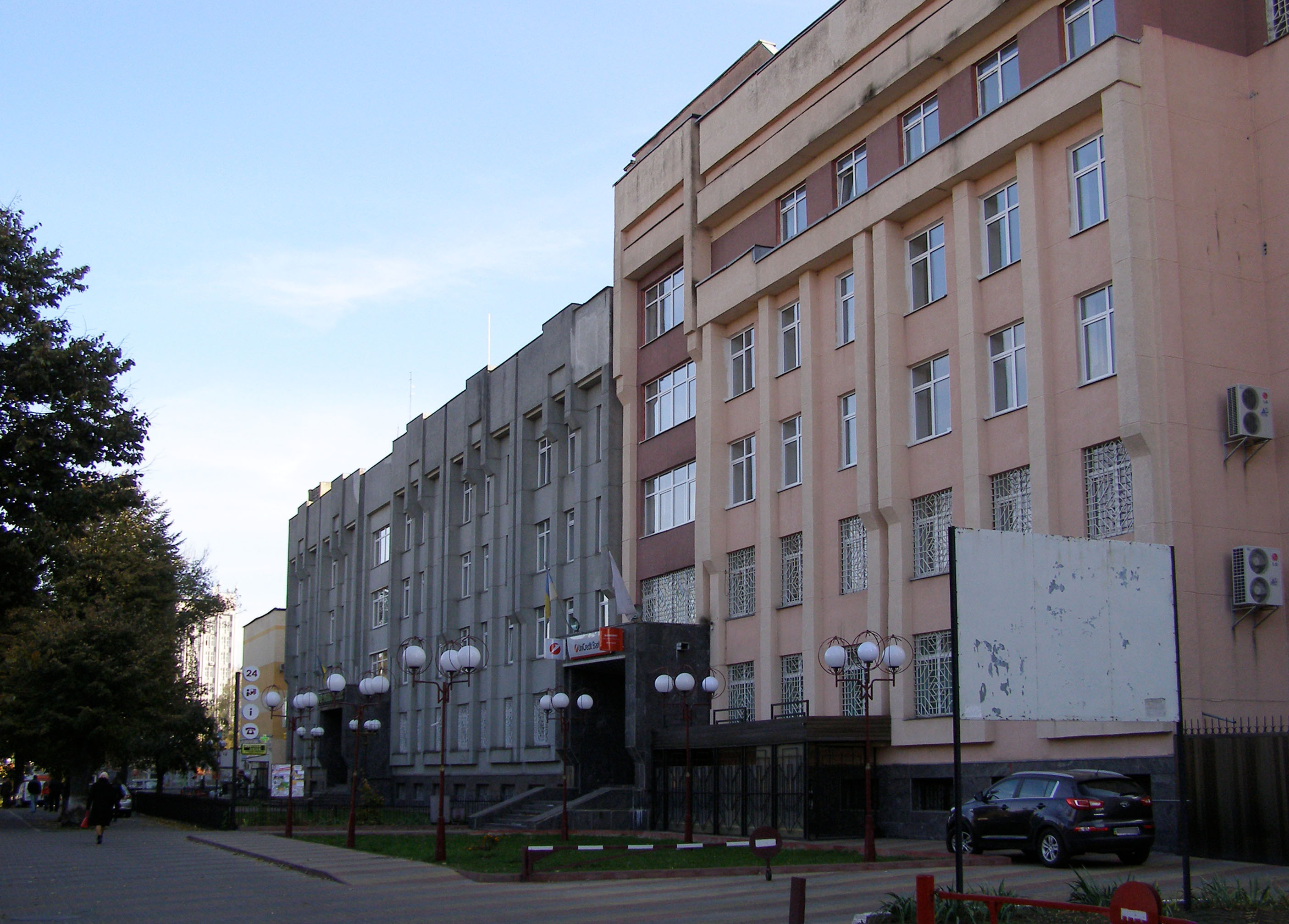
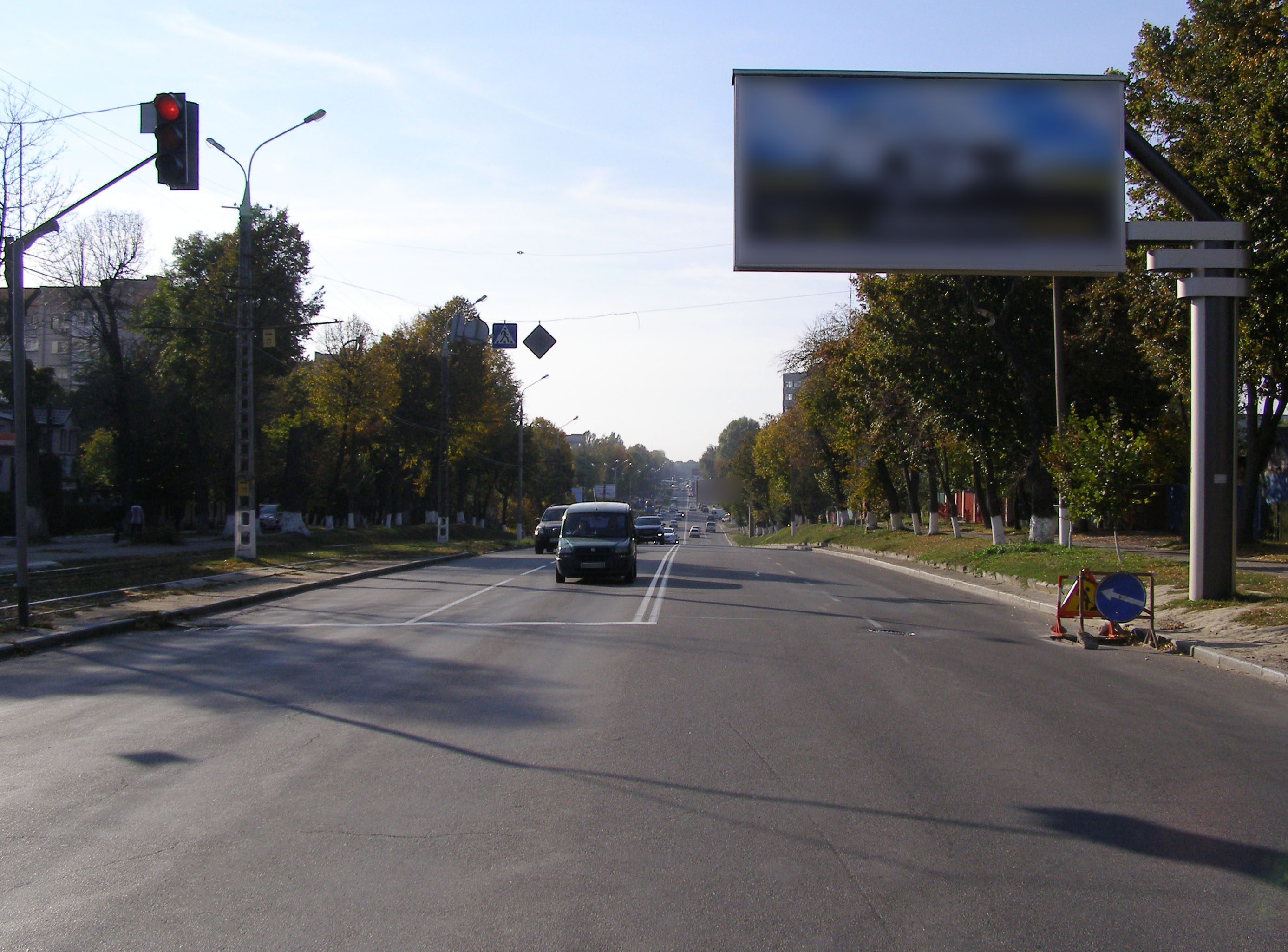
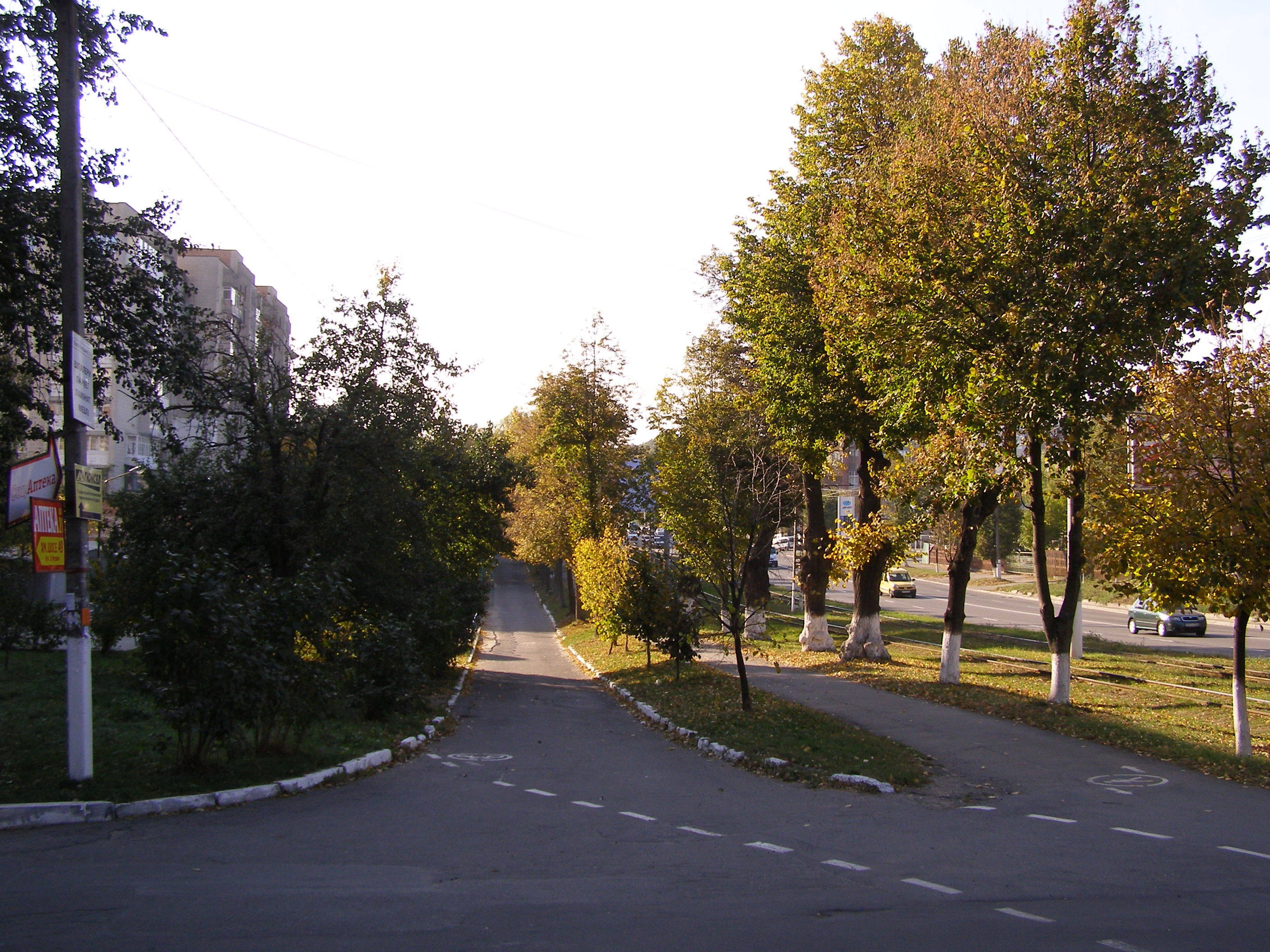
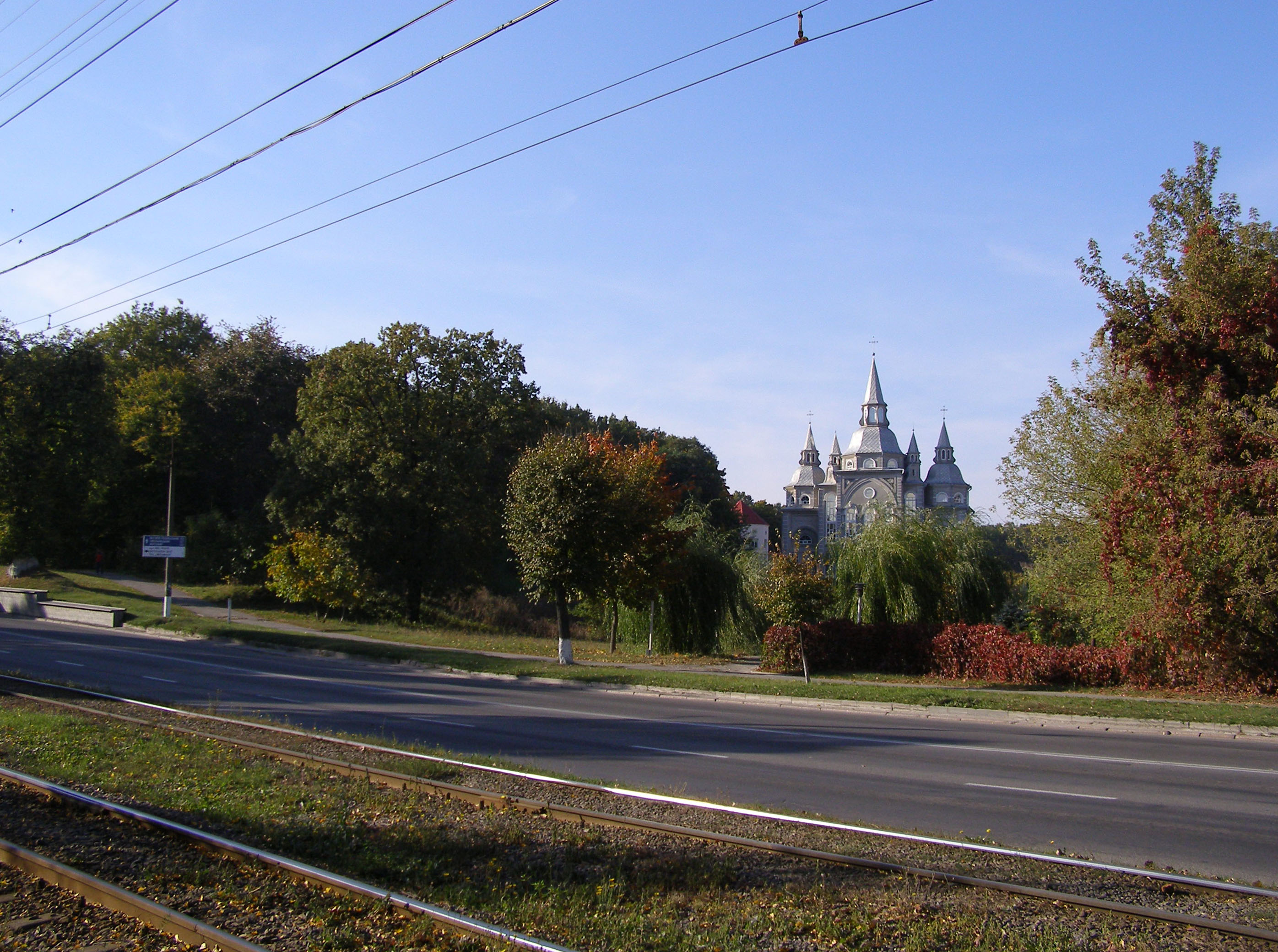
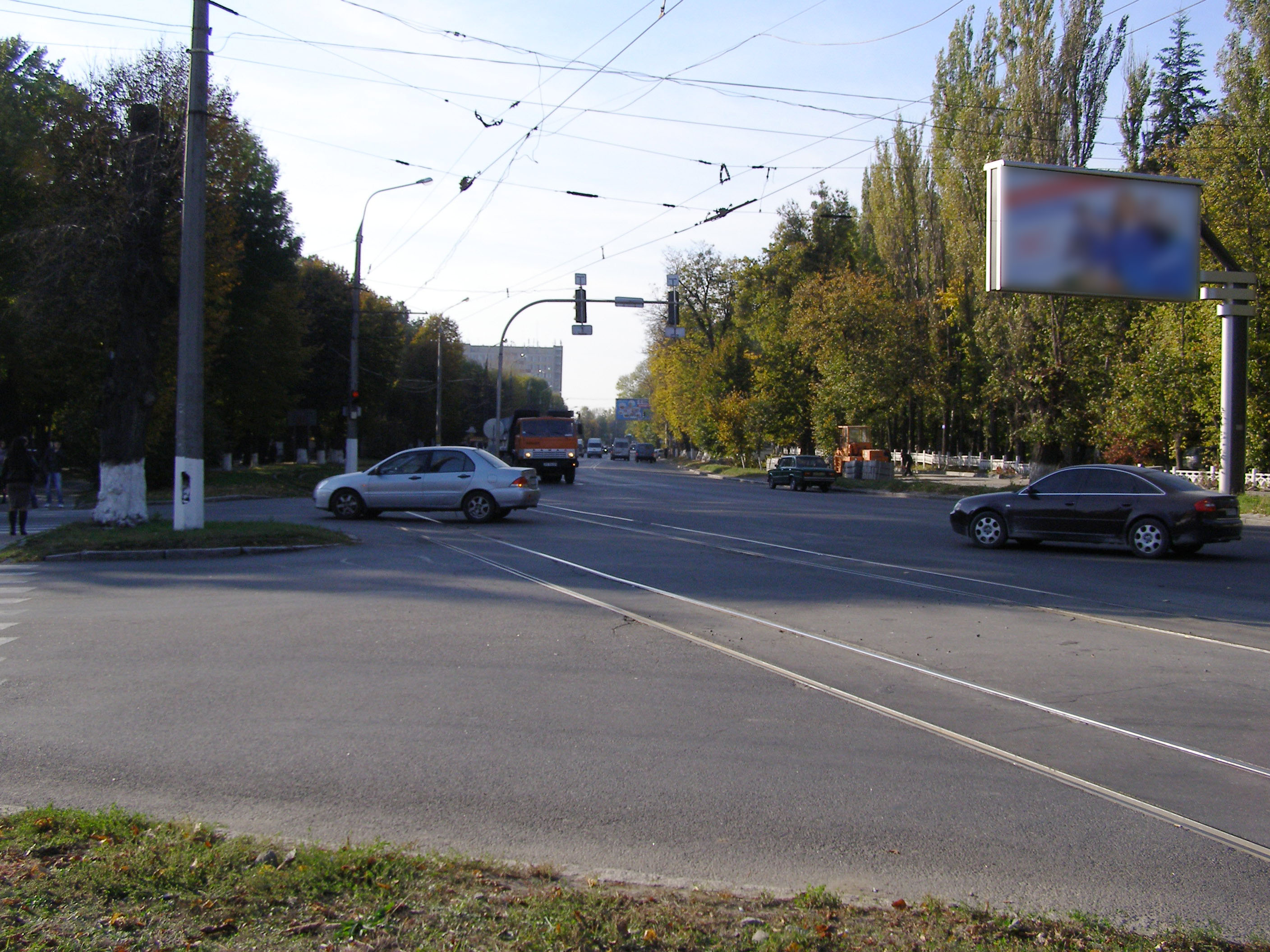
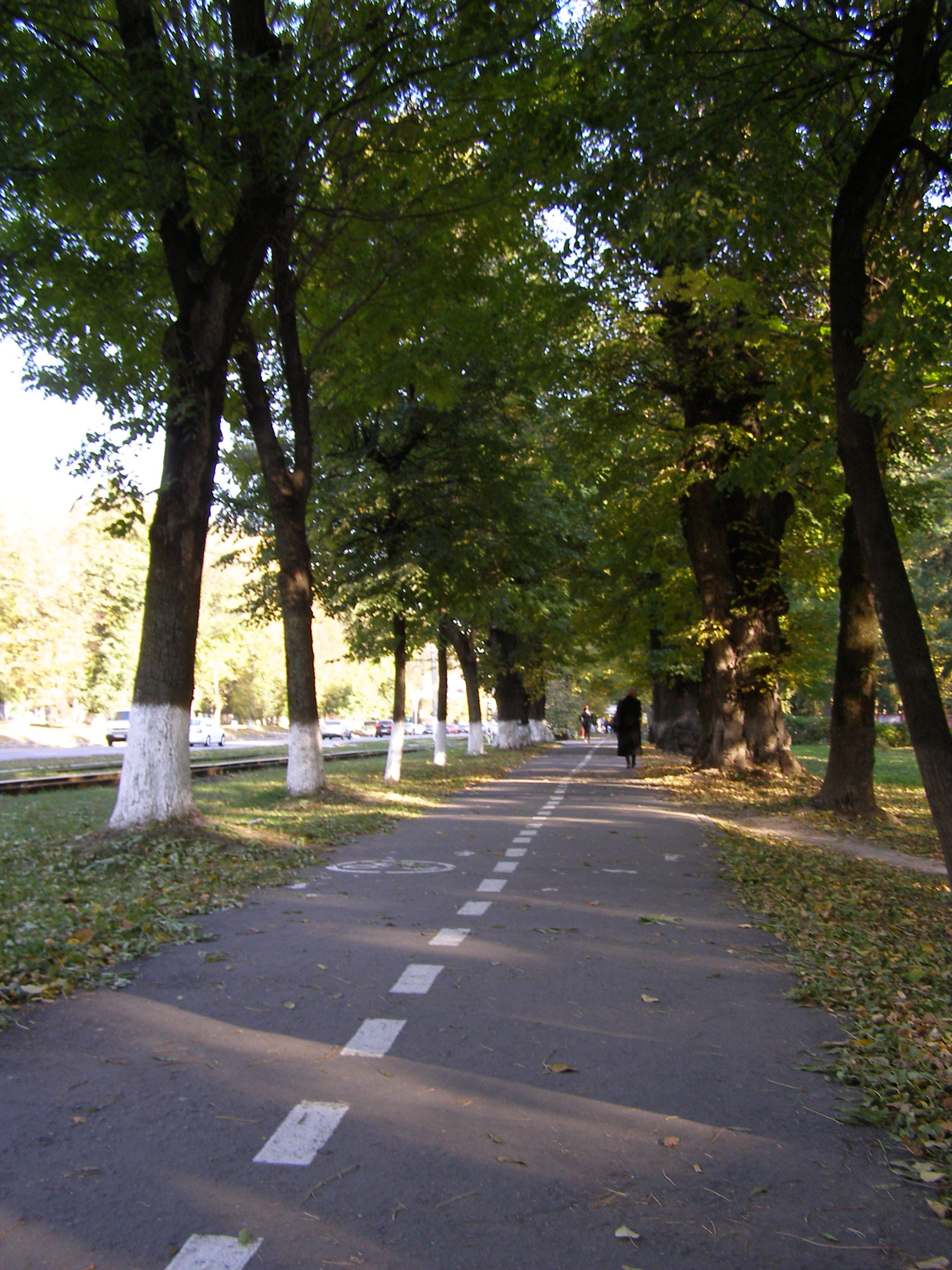
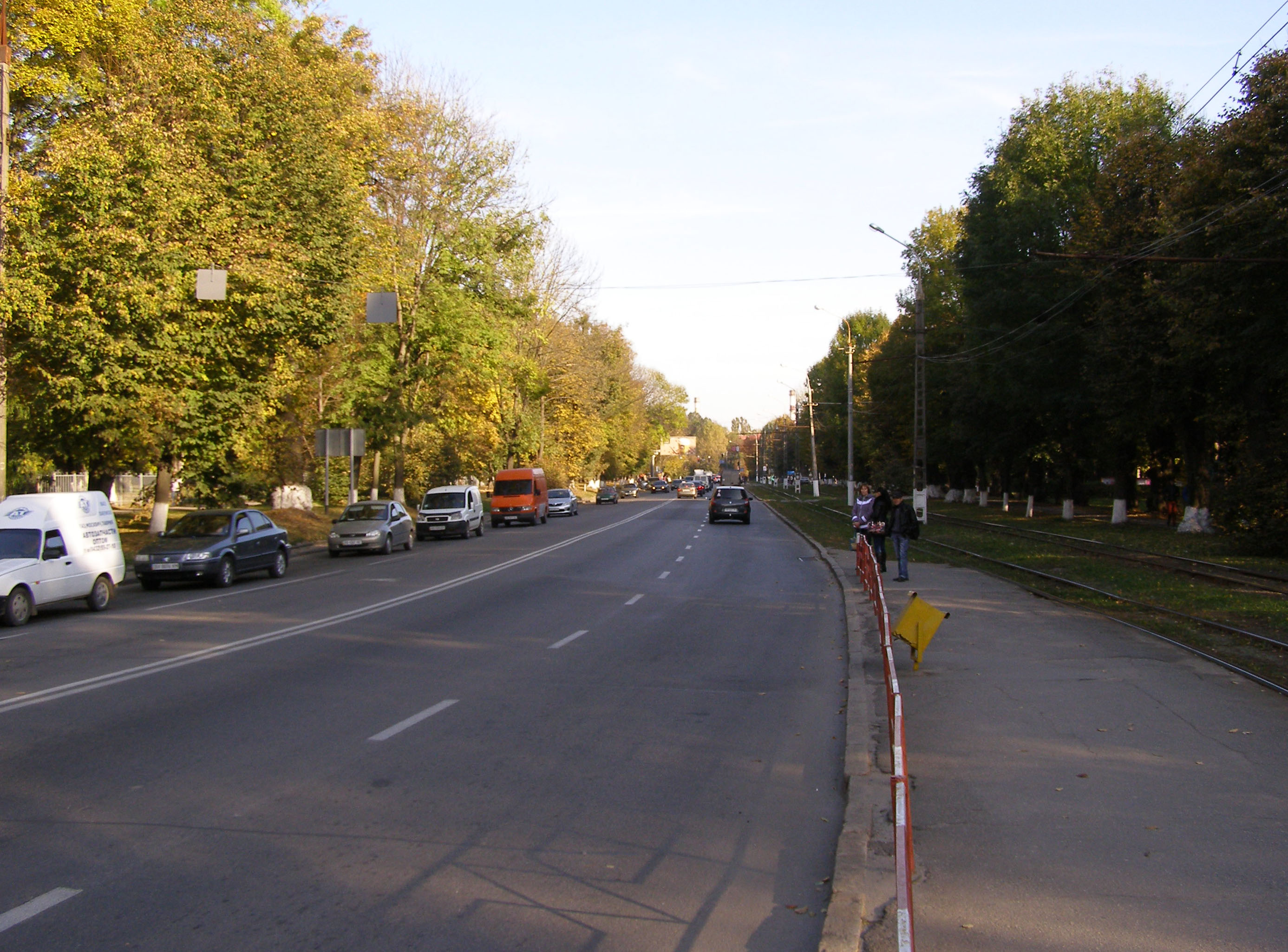
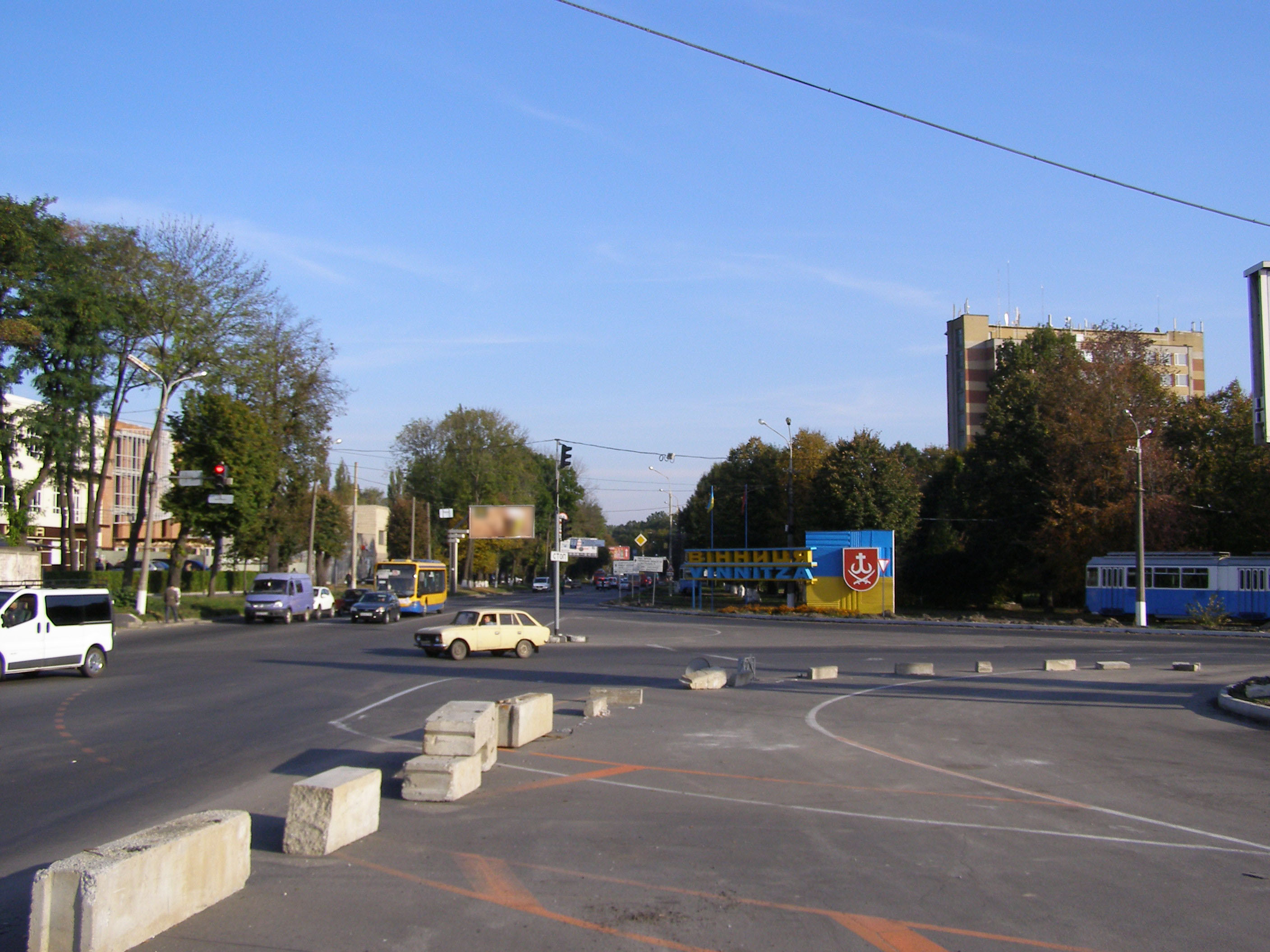
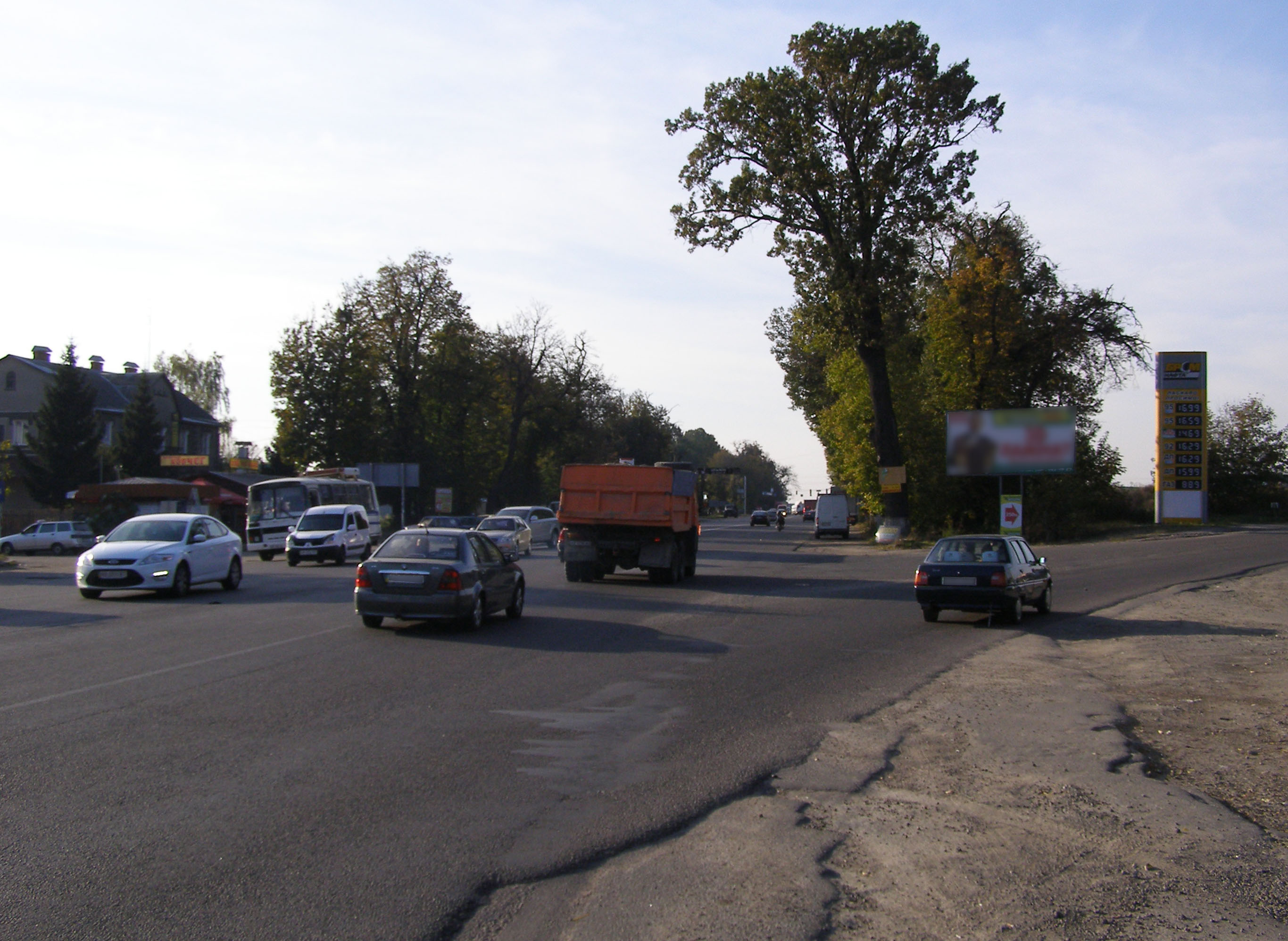